# Vincent Thiébaut
Vincent Thiébaut, né le 23 mai 1972 à Toulouse, est un homme politique français. Il est député Horizons de la neuvième circonscription du Bas-Rhin depuis 2017.

## Biographie
Vincent Thiébaut naît à Toulouse en 1972. À partir de 2001, il occupe différents postes d’ingénieur commercial dans l’informatique. Depuis 2011, il a exercé la fonction de cadre et manager commercial.
Le 18 juin 2017, il est élu député de la 9e circonscription du Bas-Rhin. Il est membre de la Commission du développement durable et de l'aménagement du territoire de l'Assemblée nationale.
Il appuie et salue l'annonce de la création d'une collectivité unique en Alsace pour 2021.
En janvier 2020, une mission d'information est lancée à l'Assemblée nationale dédiée à la fermeture de la centrale nucléaire de Fessenheim dans laquelle Vincent Thiébaut est élu rapporteur et Raphaël Schellenberger (Les Républicains) président.
Il est rapporteur de la proposition de loi sur l'empreinte environnementale du numérique en 2021. En 2022, il est rapporteur du projet de loi ratifiant les ordonnances prises sur le fondement de la loi relative aux compétences de la collectivité européenne d'Alsace.
Il est réélu pour un second mandat lors des élections législatives de 2022. Il siège à la Commission du développement durable et de l'aménagement du territoire de l'Assemblée nationale. Il est membre du groupe Horizons.
Il est réélu à l'occasion des élections législatives anticipées de 2024. Il est membre du groupe Horizons.  